# WINTER WITHOUT YOU
「WINTER WITHOUT YOU」は日本のガールズグループ、XGの楽曲。2023年12月8日にリリースされた。

## 背景
2023年11月26日に曲のリリースとワールドツアーの開催が発表された。

## ミュージックビデオ
ミュージックビデオは2023年12月8日に公開された。 雪に覆われた山を背景に、白い衣装を纏ったXGのメンバーが登場する。

## クレジット
クレジットはApple Musicより引用
Musicians
- Cocona – vocals
- Juria – vocals
- Harvey – vocals
- Chisa – vocals
- Hinata – vocals
- Jurin – vocals
- Maya – vocals

Technical
- JAKOPS – producer, songwriter
- CHANCELLOR – arranger, songwriter
- Paulina "PAU" Cerrilla – songwriter
- Knave – songwriter
- Shintaro Yausda – composer, arranger
- David Park – composer, arranger

## パフォーマンス
XGはTHE FIRST TAKEでこの曲をパフォーマンスした。XGにとっては"Shooting Star"に次ぐFIRST TAKEでの2回目のパフォーマンスとなった。

## チャート成績
| チャート (2023)      | 最高順位 |
| -------------------- | -------- |
| 日本 (Japan Hot 100) | 58       |